# Целента
Целента (пол. Cielęta, нім. Zeland) — село в Польщі, у гміні Бродниця Бродницького повіту Куявсько-Поморського воєводства.
Населення — 614 осіб (2011).

## Демографія
Демографічна структура станом на 31 березня 2011 року:
|          | Загалом | Допрацездатний вік | Працездатний вік | Постпрацездатний вік |
| -------- | ------- | ------------------ | ---------------- | -------------------- |
| Чоловіки | 316     | 82                 | 219              | 15                   |
| Жінки    | 298     | 67                 | 197              | 34                   |
| Разом    | 614     | 149                | 416              | 49                   |